# Kaijansaari (ö i Södra Savolax, Nyslott, lat 62,01, long 29,27)
Kaijansaari är en ö i Finland. Den ligger i sjön Ylä-Luotojärvi och i kommunen Nyslott i  landskapet Södra Savolax, i den sydöstra delen av landet, 300 km nordost om huvudstaden Helsingfors. Öns area är 0,6 hektar och dess största längd är 150 meter i sydöst-nordvästlig riktning.